# Tumakuru (Distrikt)
Der Distrikt Tumakuru (Kannada: ತುಮಕೂರು ಜಿಲ್ಲೆ), bis 2014 Distrikt Tumkur ist ein Distrikt des indischen Bundesstaates Karnataka. Verwaltungszentrum ist die namensgebende Stadt Tumakuru.

## Geografie

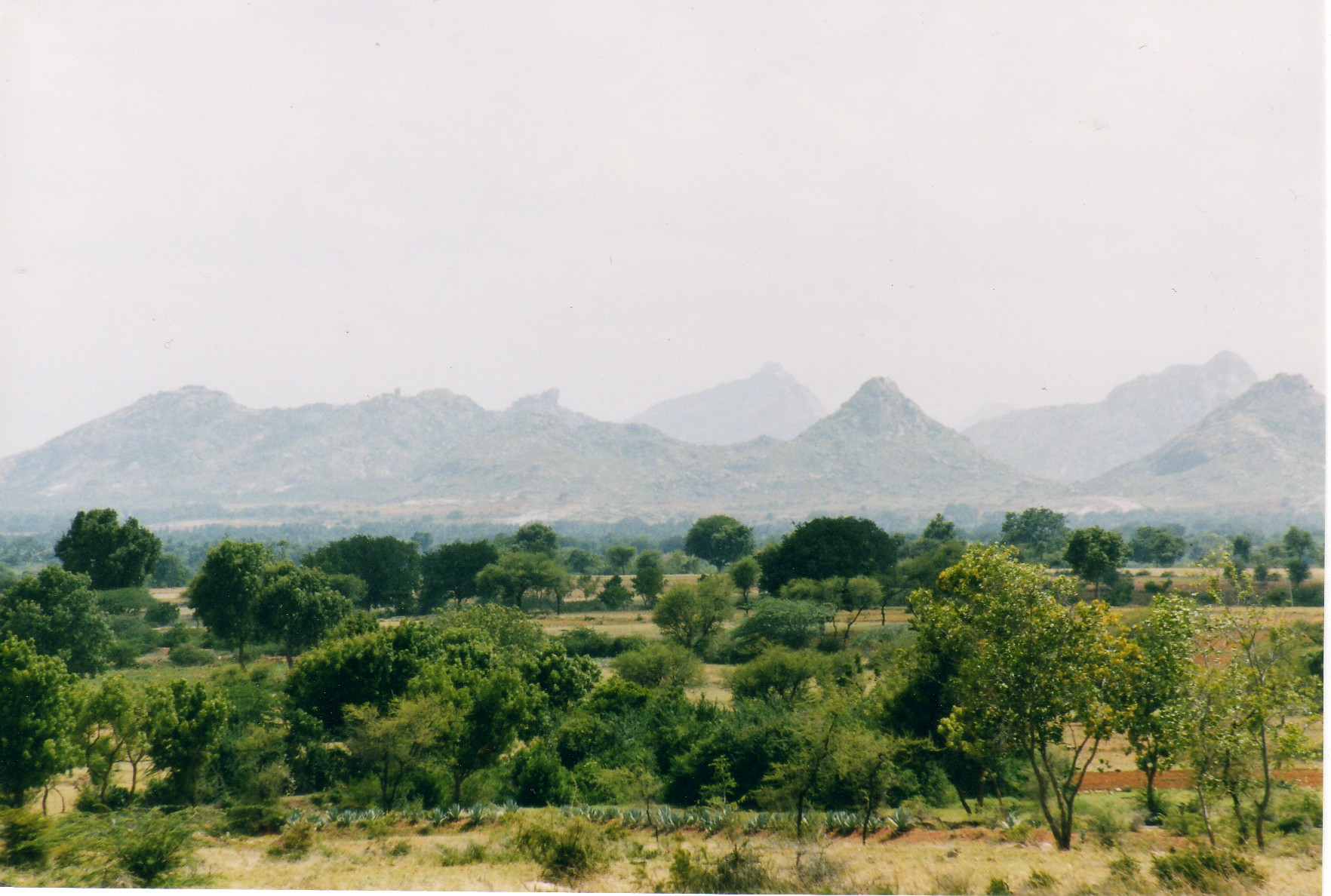
Landschaft im Distrikt Tumakuru

Der Distrikt Tumakuru liegt im Südosten Karnatakas. Nachbardistrikte sind Chikkaballapur im Osten, Bengaluru Rural und Ramanagara im Südosten, Mandya im Süden, Hassan im Südwesten, Chitradurga im Nordwesten sowie Anantapur im Nordosten. Letzterer gehört bereits zum Nachbarbundesstaat Andhra Pradesh.
Der Distrikt Tumakuru ist in die zehn Taluks Chiknayakanhalli, Gubbi, Koratagere, Kunigal, Madhugiri, Pavagada, Sira, Tiptur, Tumakuru und Turuvekere unterteilt. Die Grenzziehung des Distrikts ist recht komplex: der Distrikt besteht aus zwei räumlich getrennten Anteilen, einem größeren, südlichen Gebiet (9.236 km²) und einem kleineren nördlichen Gebiet (1361 km²), dem Taluk Pavagada, das als Enklave im Nachbarbundesstaat Andhra Pradesh liegt.
Mit einer Fläche von 10.599 Quadratkilometern ist der Distrikt Tumakuru der drittgrößte Distrikt Karnatakas. Das Gebiet gehört zum südlichen Teil des Dekkan-Plateaus und bildet eine Hochebene, die im Süden Höhe von durchschnittlich rund 800 Metern über dem Meeresspiegel aufweist und nach Norden hin abflacht. In Nord-Süd-Richtung ziehen sich durch das Distriktgebiet die Devarayanadurga-Berge, die Höhen von rund 1.200 Metern erreichen. Diese Bergkette markiert die Wasserscheide zwischen den Einzugsgebieten der Flüsse Krishna und Kaveri.

## Geschichte
Während der britischen Kolonialzeit gehörte der Tumkur Kolar zum Fürstenstaat Mysore. Nach der indischen Unabhängigkeit vollzog Mysore 1949 den Anschluss an die Indische Union. Durch die Neuordnung der indischen Bundesstaaten wurde der Distrikt Tumkur 1956 zu einem Teil des nach den Sprachgrenzen des Kannada geschaffenen Bundesstaats Mysore (1973 umbenannt in Karnataka). 2014 wurden die Stadt und der Distrikt in Tumakuru umbenannt.

## Bevölkerung
Bei der indischen Volkszählung 2011 hatte der Distrikt Tumakuru 2.678.980 Einwohner. Das Bevölkerungswachstum ist niedrig: Zwischen 2001 und 2011 wuchs die Einwohnerzahl nur um 3,7 Prozent und damit deutlich niedriger als im Mittel Karnatakas (15,7 Prozent). Die Bevölkerungsdichte lag mit 253 Einwohnern pro Quadratkilometer niedriger der Durchschnitt des Bundesstaates (319 Einwohner pro Quadratkilometer). 22,5 Prozent der Einwohner des Distrikts Tumakuru lebten in Städten. Der Urbanisierungsgrad lag damit unter dem Mittelwert Karnatakas (38,6 Prozent). Die Alphabetisierungsquote lag mit 75,1 Prozent nahe am Durchschnitt des Bundesstaates (76,1 Prozent).
Unter den Einwohnern des Distrikts stellten Hindus nach der Volkszählung 2011 mit 90,1 Prozent eine große Mehrheit. Zum Islam bekannte sich eine Minderheit von 9,2 Prozent. Die Volkszählung 2011 klassifizierte 7,8 Prozent der Distriktbevölkerung als Angehörige der registrierten Stammesbevölkerung (scheduled tribes, vgl. Adivasi). Dabei handelt es sich fast ausschließlich um Angehörige der Naikda.
Neben Kannada, der Hauptsprache Karnatakas, und Urdu, das wie in ganz Karnataka von den meisten Muslimen gesprochen wird, ist im Distrikt Tumakuru auch Telugu, die Sprache des Nachbarbundesstaats Andhra Pradesh, verbreitet.

## Städte
| Stadt            | Einwohner (2001) |
| ---------------- | ---------------- |
| Adityapatna      | 4.236            |
| Chiknayakanhalli | 22.360           |
| Gubbi            | 16.802           |
| Koratagere       | 13.638           |
| Kunigal          | 30.291           |
| Madhugiri        | 26.351           |
| Pavagada         | 28.036           |
| Sira             | 50.056           |
| Tiptur           | 53.043           |
| Tumakuru         | 248.592          |
| Turuvekere       | 13.275           |